# Distrito de Hino
El distrito de Hino (日野郡 Hino-gun?) es un distrito localizado en la prefectura de Tottori, Japón. En junio de 2019 tenía una población estimada de 9.907 habitantes y una densidad de población de 16,5 personas por km². Su área total es de 599,46 km².

## Localidades
- Hino
- Kōfu
- Nichinan